# Andes venezuelanos
Os Andes venezuelanos (em castelhano:  Andes Venezolanos), também conhecidos simplesmente como Andes (espanhol: Los Andes) na Venezuela, são um sistema montanhoso que forma a extensão mais setentrional dos Andes. São totalmente identificados, tanto pela sua origem geológica quanto pelos componentes do relevo, as rochas constituintes e a estrutura geológica.
O sistema andino venezuelano representa a bifurcação terminal da Cordilheira Oriental da Colômbia, que em território venezuelano consiste em dois ramos montanhosos: a Serra de Perijá, menor, ligeiramente deslocada de sudoeste a nordeste com 7.500 km 2 na Venezuela; e um sudoeste maior e francamente orientado para o nordeste com cerca de 40.000 km 2, a Cordilheira de Mérida, comumente conhecida como os próprios Andes venezuelanos. O ponto mais alto da Venezuela está localizado nesta região natural. Cobre cerca de 5,2% do território nacional, sendo a 4ª maior região natural da Venezuela.

## Geografia
Os Andes venezuelanos podem ser divididos em duas seções:
Cordilheira de Mérida: abrange quase todo o território dos estados de Táchira, Mérida e Trujillo, a área meridional de Lara e porções de áreas mais altas do lado oeste dos estados de Barinas, Apure e Portuguesa. Pode ser dividido em três sub-regiões:
1. Andes ocidentais da Venezuela (Macizo del Tamá, Páramos Batallón y La Negra).
2. Andes centrais da Venezuela (Macizo del Sur, Sierra Nevada de Mérida, Sierra de la Culata, Sierra de Santo Domingo [3]).
3. Andes do nordeste da Venezuela (Sierra de Trujillo, Sierra de Portuguesa, Lara Andes)

- Sierra de Perijá: localizada no extremo oeste da Venezuela, no estado de Zulia, na fronteira com a Colômbia.

## Geologia
Eles têm uma origem geológica comum, que remonta ao período Eoceno do início do Terciário, há cerca de 40 a 50 milhões de anos, coincide com o início do contato das três placas tectônicas (Nazca, Caribe e América do Sul). sua ascensão orográfica.
Antes da ascensão dos atuais Andes venezuelanos, entre os períodos Cambriano e Siluriano , surgiram os chamados Andes primitivos, que já para o período Triássico (era Mesozóica) haviam sido quase totalmente aplainados devido ao intenso processo erosivo a que foram submetidos.

### Tectônica quaternária
É caracterizada pela interação das três placas litosféricas mais importantes da região: Nazca, Caribe e América do Sul. Uma direção de compressão orientada noroeste-sudoeste produz componentes de deformação vertical e horizontal, com a formação de impulsos alinhando as fronteiras andinas e falhas de deslizamento. A divisão dos Andes venezuelanos aparentemente começou no final do Eoceno, e seu auge atual provavelmente foi alcançado antes do Quaternário.
Durante o Quaternário. as principais estruturas ativas são as falhas de deslizamento. sendo a principal a Zona de Falhas de Boconó, com um deslocamento medido de vários milímetros por ano. Em campo, este deslocamento é demonstrado pela existência de fossos de falha, depressões de falha, lagoas de curvatura, cristas compensadas e moreias laterais.

### Geologia glacial
Como todas as cadeias de montanhas tropicais com altitudes acima de 3.000 m, os Andes venezuelanos foram afetados pelas glaciações do Pleistoceno.

### Glaciação do Pleistoceno Superior
Dois complexos morainicos foram reconhecidos na Cordilheira de Mérida: um entre 2.600 e 2.800 m de altitude e outro entre 2.900 e 3.500 m. Esses dois níveis foram considerados como estágios iniciais e finais, respectivamente, da glaciação Mérida. As moreias do Estádio Tardio são topograficamente bem representadas, e várias morenas superpostas, ou complexos de morainas, são encontradas. A área glaciar na Cordilheira de Mérida durante o Último Máximo Glacial era de aproximadamente 600 km 2.
Na Serra de Perijá, foi mencionada a existência de moreias em altitudes entre 2.700 e 3.100 m. Na ausência de dados mais detalhados, estes foram provisoriamente atribuídos ao Estágio Superior da glaciação de Mérida.

### Glaciação do Holoceno Tardio
As evidências de sedimentação de morainicas do Holoceno Tardio são baseadas em análises palinológicas e de radiocarbono, que estabeleceram uma fase fria entre os séculos XV e meados do século XIX, que pode ser correlacionada com a Pequena Idade do Gelo. As moreias associadas a esta fase são provavelmente aquelas localizadas a uma altitude de aproximadamente 4.700 m entre 100 e 200 abaixo da zona terminal das geleiras atuais.

## Galeria

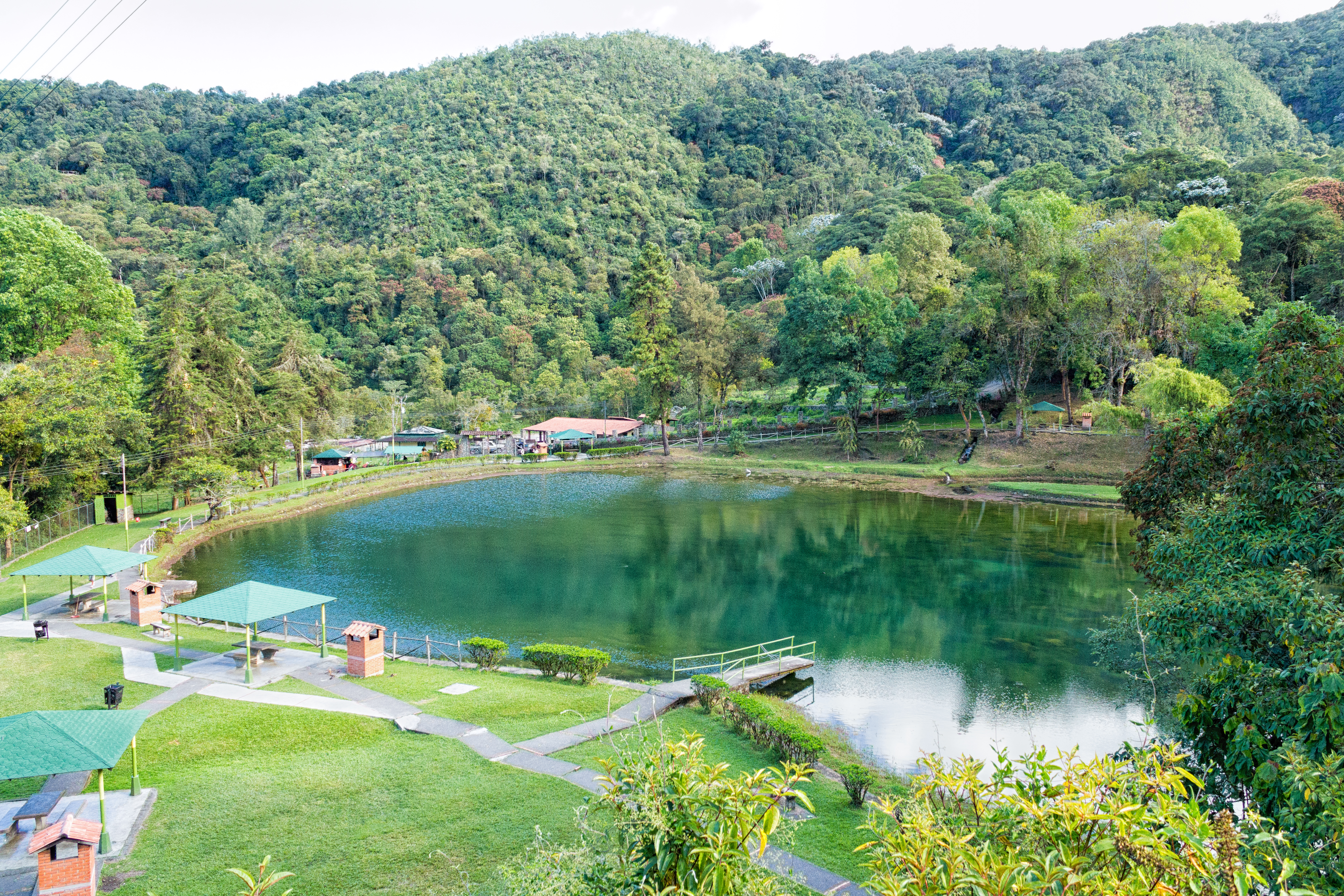
Lagoa Los Cedros, estado de Trujillo
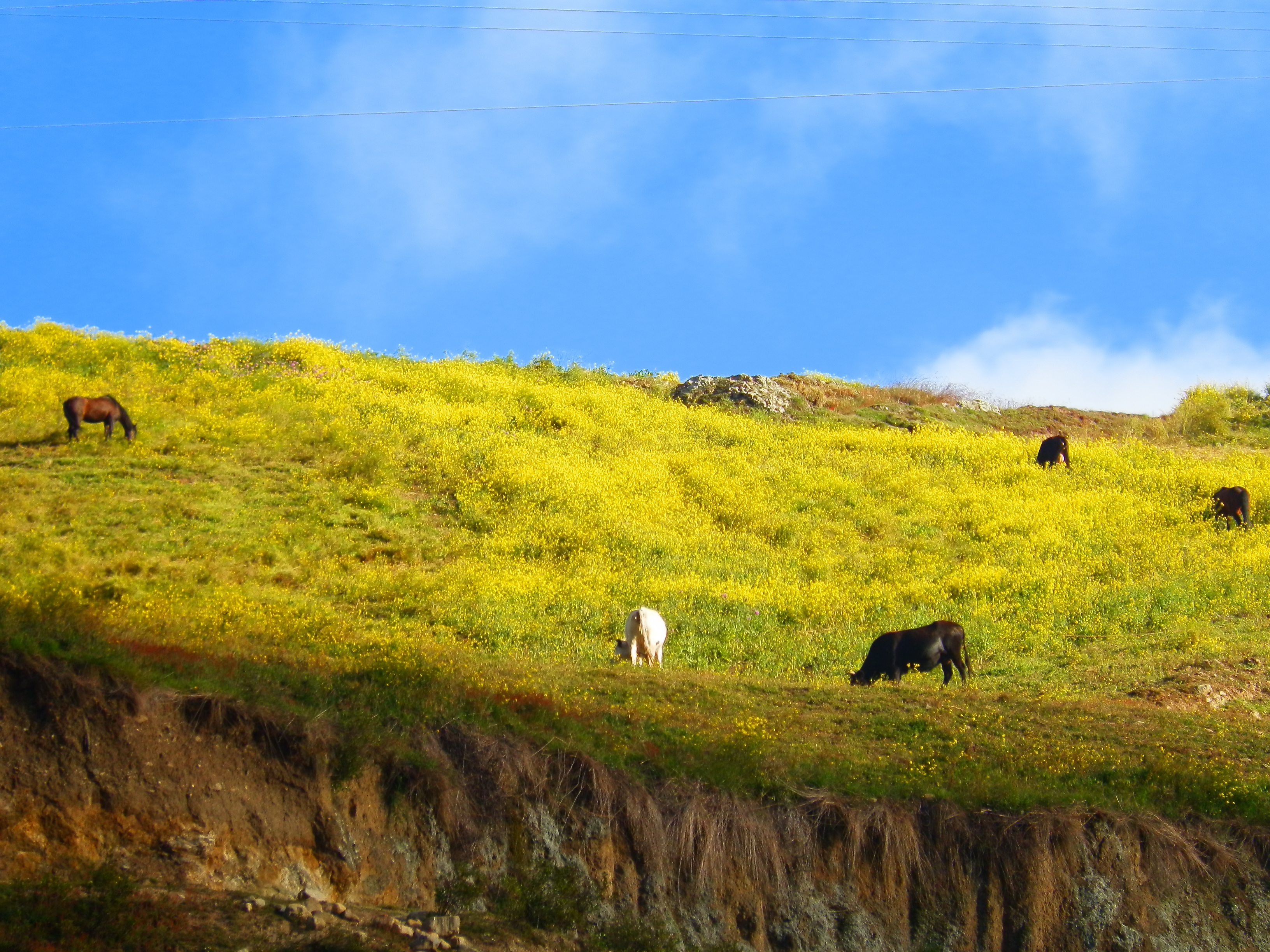
Fauna dos Andes venezuelanos
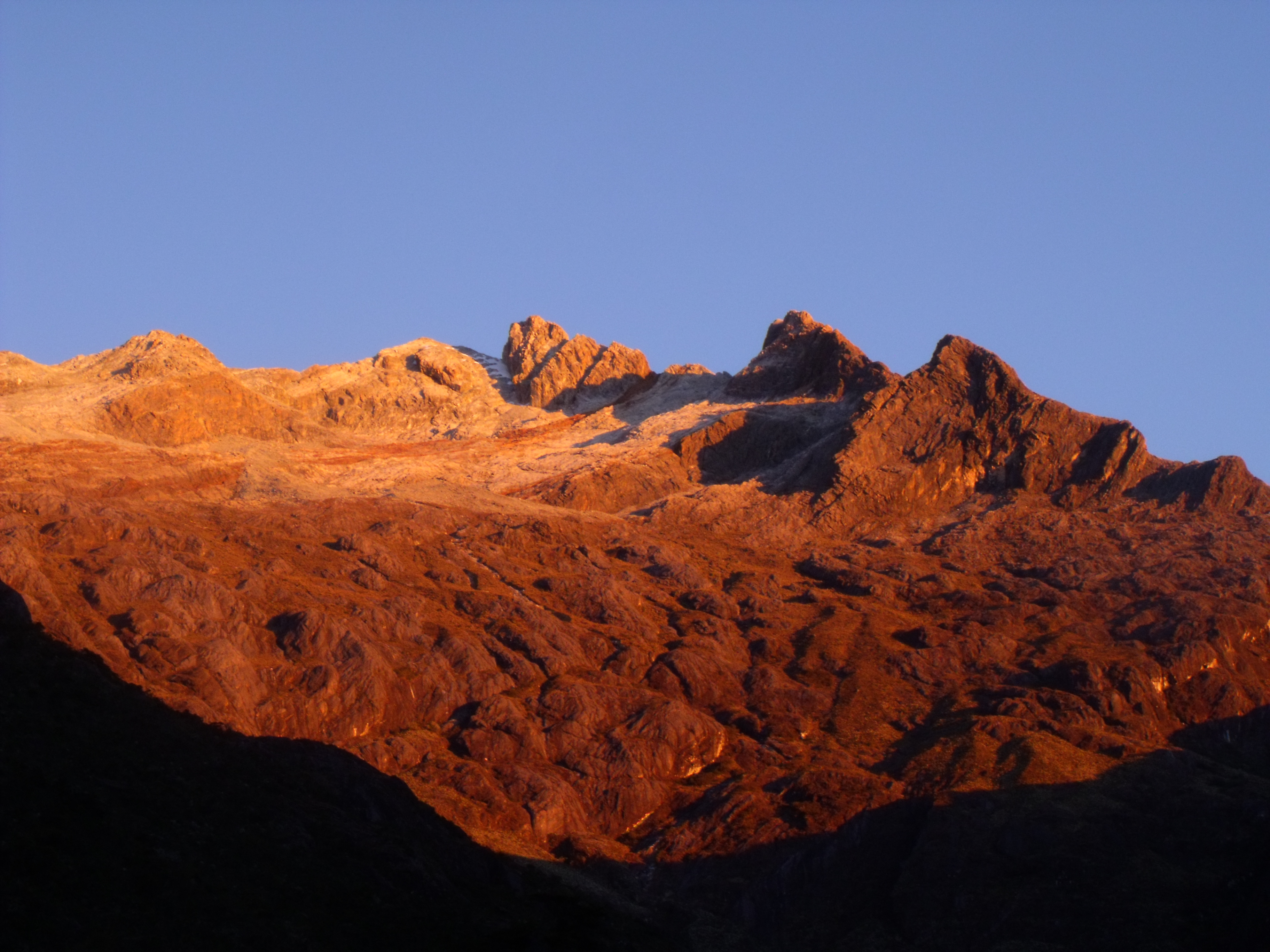
Pico Humboldt
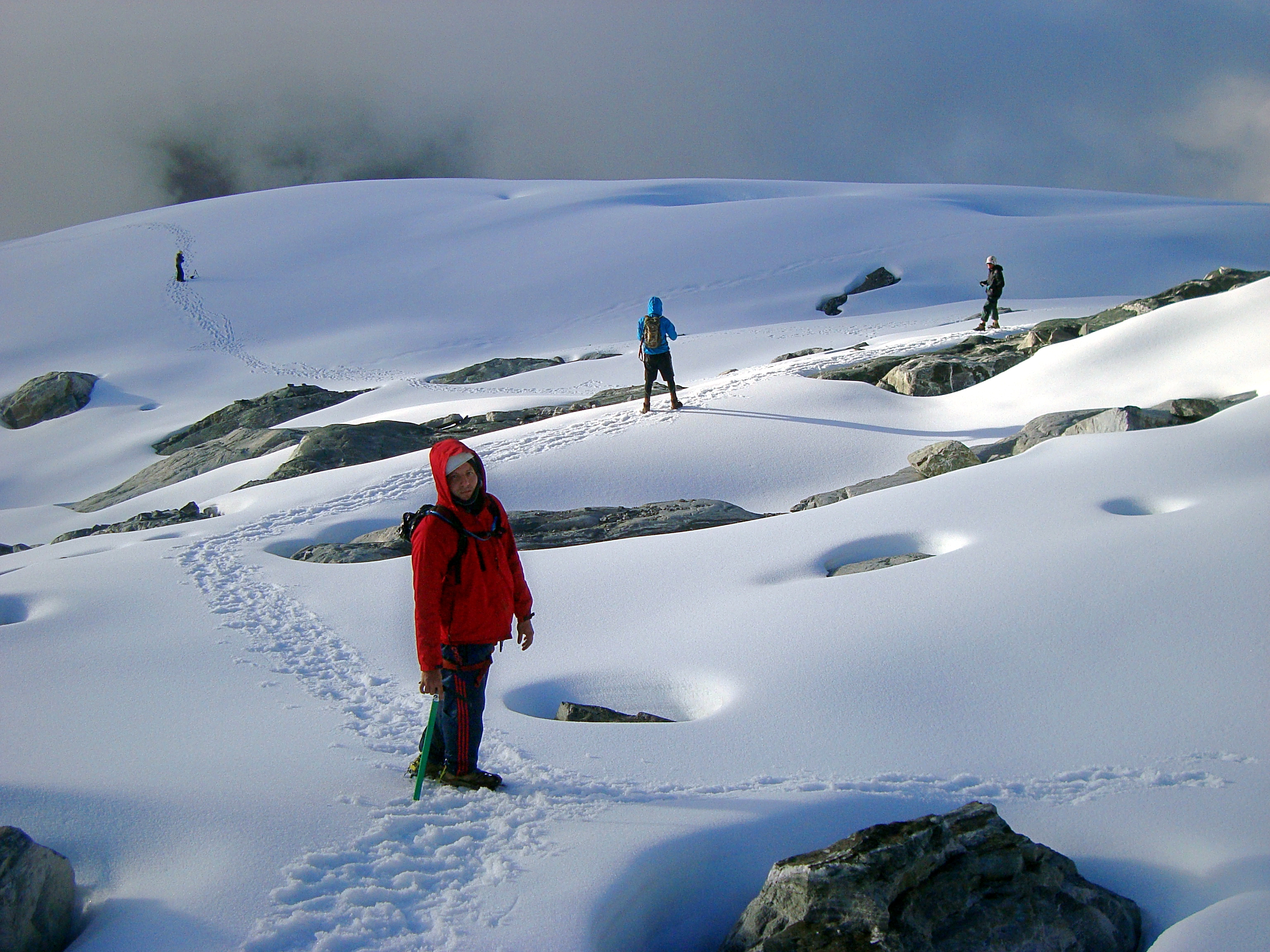
Neve no Pico Humboldt
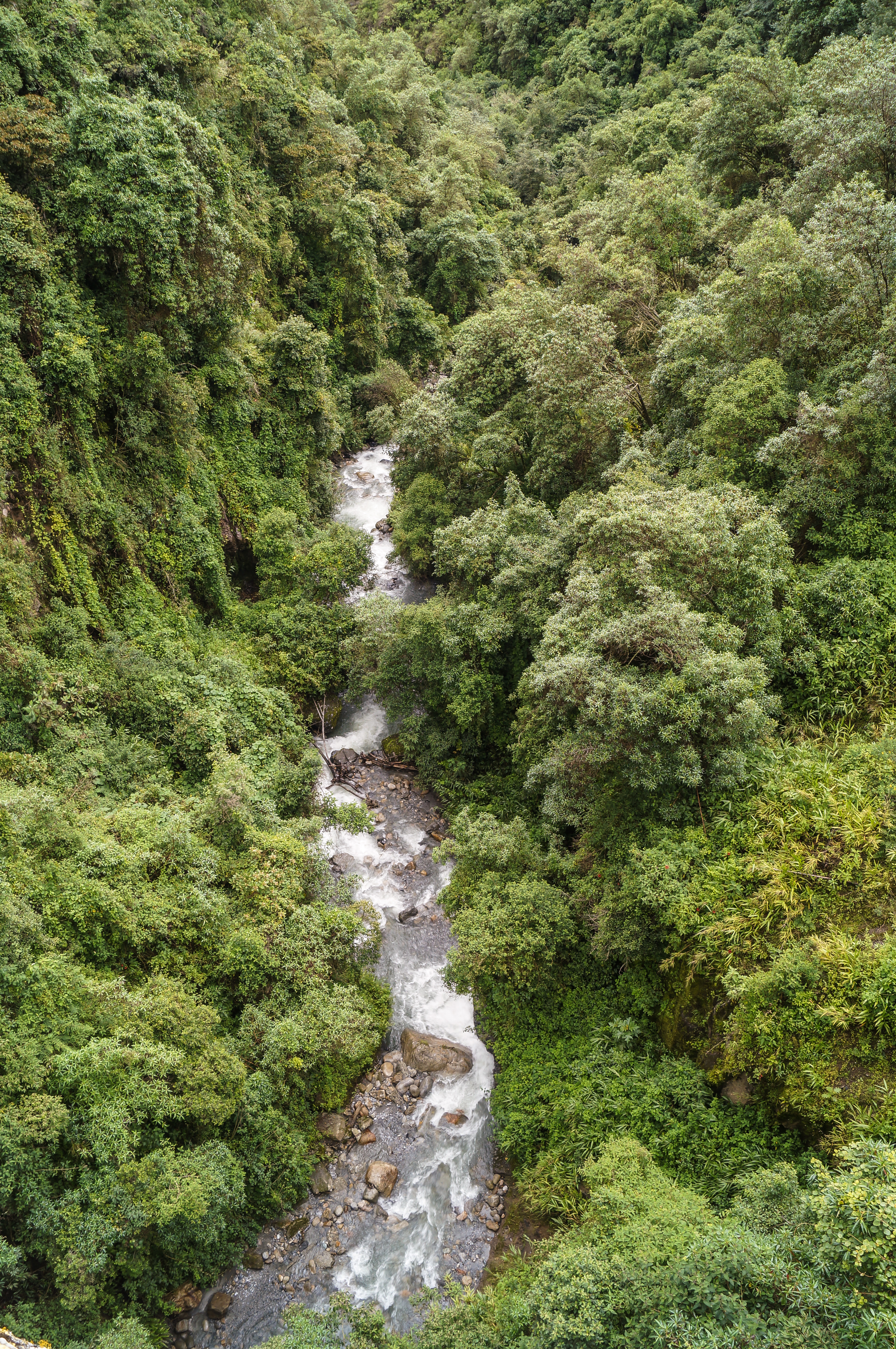
Rio Butare